# فوكوي (محافظة)
محافظة فوكوي (باليابانية:  福井県, فوكوي-كين) هي إحدى محافظات اليابان تقع في منطقة تشوبو في جزيرة هونشو على ساحل بحر اليابان. عاصمتها مدينة فوكوي.

## توأمة
لفوكوي (محافظة) اتفاقيات توأمة مع كل من:
- نيوجيرسي (12 أكتوبر 1990 - )[5]
- جيجيانغ (6 أكتوبر 1993 - )[5]
- فينزن (29 أكتوبر 1999 - )[5]
- هاربورغ (قضاء) (29 أكتوبر 1999 - )[5]

## أعلام
- أكينوري كوساكا
- سيتشيرو أوكونو
- ساوري اريماتسو
- ماسارو هيراياما
- جن ناإيتو